# Micheil Tsereteli

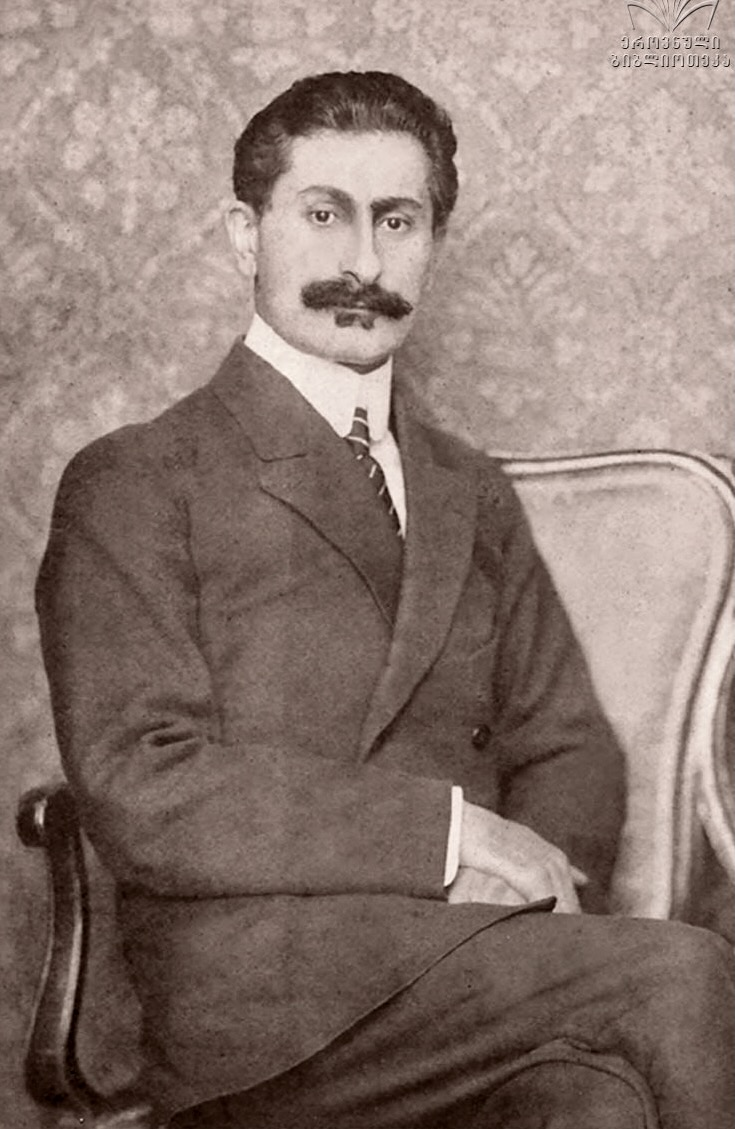
Micheil Tsereteli

Micheil Tsereteli (Georgisch: მიხეილ წერეთელი) (Tschroekveti, Tsjiatoera, Gouvernement Koetais, 23 december 1878 -  München, 2 maart 1965) was een Georgisch historicus, politicus en kortstondig diplomaat.
Tsereteli werd geboren als zoon van een adellijke familie. In 1911 rondde hij aan de universiteit van Heidelberg zijn studie in de geschiedenis af. In 1913 promoveerde hij aan diezelfde universiteit. Van 1914 tot 1918 was hij hoogleraar aan de Berlijnse Friedrich-Wilhelms-Universiteit, de tegenwoordige Humboldt Universiteit. Ook was hij voorzitter van het Comité voor de Onafhankelijkheid van Georgië dat zetelde in Duitsland. Hij was medeoprichter van dit comité.
In de jaren 1918 en 1919 was hij ambassadeur in Zweden en Noorwegen van de onafhankelijke Democratische Republiek Georgië. Van 1919 tot 1921 werkte hij als hoogleraar aan de in 1918 opgerichte universiteit van Tbilisi, die vlak voor de Georgische onafhankelijkheid van Rusland was opgericht. Toen Georgië in 1921 werd ingelijfd door de Sovjet-Unie emigreerde Tsereteli naar West-Europa.
Van 1921 tot 1945 werkte Tsereteli aan de universiteiten van achtereenvolgens Brussel en Berlijn. In de jaren 1930 en 40 was hij voorzitter van het "Georgisch Nationaal Comité". Mede dankzij deze organisatie werden honderden Georgische krijgsgevangenen vrijgelaten uit Duitse concentratiekampen. Na 1945 woonde en werkte Tsereteli in München, waar hij in 1965 overleed.
Hij werd begraven op de Georgische begraafplaats in het Franse Leuville-sur-Orge waar veel prominente in ballingschap overleden Georgische politici werden begraven. Zijn academische carrière richtte zich met name op de Georgische (culturele) geschiedenis, waaronder de Roestologie, de onderzoeksleer naar de beroemde middeleeuwse Georgische dichter Sjota Roestaveli. In 2013 werd Tsereteli tot Nationale Held verklaard.